# Kelsterbach
Kelsterbach – miasto w Niemczech, w kraju związkowym Hesja, w rejencji Darmstadt, w powiecie Groß-Gerau.